# Convención de las Naciones Unidas sobre la Utilización de las Comunicaciones Electrónicas en los Contratos Internacionales
La Convención de las Naciones Unidas sobre la Utilización de las Comunicaciones Electrónicas en los Contratos Internacionales es un tratado elaborado por la Comisión de las Naciones Unidas para el Derecho Mercantil Internacional (CNUDMI / UNCITRAL). 
La Convención está en vigor en 20 Estados: Azerbaiyán, Baréin, Belice, Benín, Camerún, El Salvador, Federación de Rusia, Fiji, Filipinas, Honduras, Kiribati,  Mongolia, Montenegro, Paraguay, República del Congo, República Dominicana, Singapur, Sri Lanka, Tailandia y Tuvalu. Otros 11 Estados firmaron la Convención pero todavía no la han ratificado.  